# Pumas Acatlán
Los Pumas Acatlán son un equipo de Fútbol americano de la Facultad de Estudios Superiores Acatlán de la Universidad Nacional Autónoma de México (UNAM). Fundado en 1978 e inicialmente conocido como Osos Coatlicue, en 1998 cambió su nombre y sus colores originales para representar a la Universidad misma y no solamente a un campus. El equipo ha obtenido 4 campeonatos en conferencias menores (1983 como Osos, 1999, 2003 y 2013) y un campeonato a nivel nacional (1987 como Osos). Actualmente, compite la Conferencia Nacional de la ONEFA.

## Historia

### Los Osos Acatlán
En 1978, con la reorganización de la Liga Mayor, la UNAM, decidió crear un nuevo equipo en su campus Acatlán, al norte de la Ciudad de México. Al equipo se le llamó Osos, en memoria del primer equipo de la Universidad que había llevado ese nombre. Carlos Robles fue el primer entrenador de la escuadra. 
Aunque el equipo era nuevo, la UNAM llevaba practicando el Fútbol Americano desde 1927, por lo que contaba una con amplia experiencia en el deporte de las tackleadas. Además, al no haber otros equipos en la Liga Mayor en el norte de la Ciudad de México, rápidamente varios equipos locales de categorías menores fungieron como semilleros de la escuadra. Sin embargo, a pesar de la larga tradición universitaria y del elevado número de novatos campeones de otras categorías, las primeras temporadas fueron difíciles, obteniendo a menudo marcadores adversos muy abultados: en 1980, la escuadra tuvo una actuación desastrosa al perder por un marcador de 6-113 contra las Águilas Blancas. En 1981, el equipo comenzó a jugar en la recién creada Conferencia Nacional de la ONEFA, la conferencia de ascenso. 

#### Era de Arturo Alonso
En 1982 se eligió como entrenador a Arturo Alonso, un exjugador estrella del legendario equipo Cóndores UNAM. Alonso propuso una nueva estrategia de juego que comenzó lentamente a dar frutos: esa misma temporada, el equipo llegó a su primer playoff, donde perdió 7-14 ante la Ola Verde del IPN. Pero lo mejor vendría a partir de 1983, cuando el equipo se coronó en la Conferencia Nacional. Esa temporada, pasaron sobre todos sus adversarios, para vencer 24-17 en la final a la Ola Verde, con quienes, a pesar de este triunfo, aún tendrían que dirimir un juego adicional, para definir quien ascendería a la Conferencia Metropolitana: los Osos ganaron el derecho, por 34-7. 
Para 1984, el equipo compitió en la conferencia grande enfrentándose a los equipos de larga tradición como Águilas Blancas y Cóndores. A pesar de ser un equipo de reciente ascenso, llegaron a la semifinal, donde cayeron ante Cóndores, quienes los derrotaron por 22-3. En 1985 nuevamente Osos fue derrotado por Cóndores en semifinales por 10-29. 
En 1986, Osos se convirtieron en un serio aspirante al título nacional, pero una vez más, los Cóndores de la UNAM, en un juego con demasiada lluvia y lodo, derrotaron al campus Acatlán. Pero tan solo un año más tarde, en 1987, lograrían el campeonato: aunque calificaron apenas en cuarto lugar y enfrentan al primer lugar de la conferencia en semifinales, los Pieles Rojas del IPN, obtuvieron la victoria para avanzar a la final jugando contra Cóndores, a quienes derrotan un tanto sorpresivamente por 17-10. Ese sería el mayor título de la historia del equipo y su año más glorioso, porque además fueron la base del selectivo de la UNAM para el "Clásico Poli-Universidad", aunque fueron derrotados por los Burros Blancos.
En 1988 los Osos, otra vez llegan a la semifinal ante los Cóndores, siendo derrotados por 17 a 3 comandados por el QB Novato Fernando Amozorrutia (El cepillo). En 1989 en la semifinal, Acatlán cae contra las Águilas Blancas, para quedar en el cuarto lugar general del Torneo. Esa sería la última temporada de Arturo Alonso como entrenador del equipo.

#### Era Roberto Brambila
En 1990 Roberto Brambila toma el mando del equipo supliendo a Arturo Alonso. De nueva cuenta, llegan a semifinales, pero son derrotados por las Águilas Blancas por 0-27. En 1991, la Conferencia Metropolitana cambia de nombre a "Diez Grandes", e ingresan dos equipos más a la competencia por el título nacional. Pero los Osos entran en una crisis y no lograron nunca más llegar a Playoffs. Aunque entre 1991 a 1996 el equipo llegó a ser competitivo, en la mayoría de los casos tuvo récord perdedor. Esta tendencia se agudizó en 1997, ya que pierden sus nueve encuentros y se sitúan en el último lugar de la tabla de los Diez Grandes, desciendo a la Conferencia Nacional. Con ello, después de 17 años de historia, el equipo llegó a su fin.

### Los Pumas Acatlán

#### Era Hernández Verduzco
En enero de 1998, surge un nuevo equipo sobre la base de Osos: Pumas Acatlán, eligiéndose a Mario Hernández Verduzco como Head Coach de la escuadra. Con apoyo del equipo profesional de Fútbol Asociación, el Club Universidad Nacional, se construyó un nuevo gimnasio, catalogado como de los mejores del país. Esa temporada, Pumas Acatlán terminan invictos enfilándose como favoritos para ganar el campeonato de la Conferencia Nacional. En la final ante Lobos UAC, cuando todo parecía favorecer a la escuadra universitaria, en el último cuarto, ganado 13-12, con posesión del balón y en tercera oportunidad, en la yarda 13 de los saltillenses, el QB universitario fumbleó; el defensivo Everardo Gamez regresó el balón 87 yardas para tras el punto extra dejar el marcador final de 19-13, que coronaba con gran justicia una brillante temporada de la jauría saltillense. 
En 1999, Pumas Acatlán nuevamente terminan su temporada invictos, y en la final derrotan a los Gamos del CUM 34-22 con lo cual ascienden de forma brillante a la Conferencia de los Diez Grandes. 
El año 2000 marca sin duda el punto más alto de la era Hernández Verduzco. Pumas Acatlán inicia la temporada con una racha de 3 victorias consecutivas, incluyendo un histórico triunfo como visitante ante el histórico rival las Águilas Blancas. Después, inicia la debacle del equipo: tres derrotas consecutivas ante equipos del sistema ITESM y la pérdida por lesión del QB titular de los universitarios. Una sufrida victoria ante los Lobos UAdeC mantiene vivas las esperanzas de playoffs. Sin embargo dos nuevas derrotas, ante Pumas CU (en un partido con polémico arbitraje, en donde además Pumas Acatlán es forzado por las autoridades universitarias a ceder la localía) y Aztecas UDLA, ponen fin a las aspiraciones acatlecas de postemporada.

#### Era Luis Becerril
Una nueva administración en la FES Acatlán trae consigo un cambio de Head Coach, recayendo la nueva responsabilidad de dirigir al cuadro felino en un exjugador de los Osos Acatlán: Luis "Garfield" Becerril. El cambio no favorece al equipo y la temporada 2001 resulta un desastre: Pumas Acatlán termina perdiendo todos sus juegos y por consecuencia obtuvo su descenso a la Conferencia Nacional.
En 2002 los Pumas Acatlán tienen una buena temporada, llegando hasta la semifinal de la Conferencia Nacional en la cual sucumben ante los Frailes del Tepeyac. El año 2003 resulta mejor para los Pumas, quienes finalmente conquistan el campeonato de la Conferencia Nacional ante los favoritos Centinelas de Guardias Presidenciales, por lo que una vez más regresan a la Conferencia de los 10 Grandes. Pero en el 2004 las cosas salieron mal y tuvieron un récord de 0 ganados por 9 perdidos. En el 2005 repiten con un pobre récord de 1-8, el cual marca el fin de otro ciclo acatleco y la designación de un nuevo Head Coach.

#### Primera era Padilla Ramos
Las autoridades de la FES Acatlán designan al exjugador de los Osos, Miguel Ángel Padilla Ramos, como nuevo encargado del programa de football acatleco. Los resultados de su primera temporada al mando no resultan favorables, y el equipo termina nuevamente la temporada 2006 con un récord de 0-9, descendiendo así a la Conferencia Nacional. 
2007 representa un mejor año para los Pumas Acatlán, quienes llegaron a la final de Conferencia Nacional, pero fueron derrotados por los Burros Blancos 34-19 en un encuentro disputado en el Estadio Neza 86. No obstante, debido a una reestructuración de las conferencias dentro de ONEFA, ascendieron a la recién creada Conferencia del Centro. El año 2007 marca el fin del primer ciclo de Miguel Ángel Padilla como entrenador de los Pumas Acatlán.

#### Era Rubén Borbolla y Joel Martínez
Tras la derrota en la final de la Conferencia Nacional en 2007, Rubén Borbolla es nombrado nuevo Head Coach del programa acatleco. La temporada 2008 resulta la peor en la historia de Pumas Acatlán, y una de las peores en la historia del programa de football acatleco. Pumas Acatlán finaliza con una marca de cero ganados por ocho perdidos, incluyendo una derrota por 101 a 0 en contra de los Pumas CU, siendo de este modo el peor equipo de la Conferencia del Centro de la ONEFA. El cese de Borbolla como entrenador no se hace esperar, y en su lugar es nombrado Joel Martínez Luna, hasta ese momento entrenador de la categoría intermedia. Una nueva reorganización de conferencias dentro de la ONEFA coloca a Pumas Acatlán en la recién creada Conferencia Sur. Las temporadas 2009 y 2010 son años de resultados modestos para Pumas Acatlán, quienes son eliminados en las instancias semifinales de la que era considerada en ese momento la conferencia más débil de ONEFA. 
Los capitanes registrados para el año 2009 y 2010 fueron Rodrigo Camacho Victoria y Aldo Conin Rodríguez Hernández Linero Ofensivo quien portaba el número 60, ambos se despidieron en su año de capitanía después de 5 años de jugar activamente.

#### Era Enrique Zapata
Tras varias temporadas de resultados discretos, las autoridades universitarias deciden nombrar a Enrique Zapata del Valle, exjugador de los antiguos Cóndores UNAM, como nuevo Head Coach de Pumas Acatlán.
En la temporada 2011 Pumas Acatlán logró llegar a la final de la Conferencia del Sur, como primer sembrado de su grupo y claro favorito, pero fue superado por Centinelas CGP por marcador de 14-28. En la temporada 2012 Pumas Acatlán llega una vez más como favorito para llevarse el campeonato de la Conferencia Nacional, pero pierden ante Potros Salvajes de la Universidad Autónoma del Estado de México con un marcador de 20 a 40, resolviendo el marcador hasta la segunda serie extra. Este encuentro fue considerado como el mejor de la temporada, según los especialistas, con un final de alarido ante más de cinco mil asistentes. 
La temporada 2013 inicia con una victoria ante los Linces UVM, equipo que ese mismo año sería semifinalista en la conferencia más fuerte de ONEFA. El equipo va mejorando su accionar semana a semana y Pumas Acatlán llega por tercera ocasión consecutiva como favorito a la final de la Conferencia Nacional, esta vez ante los Lobos UAdeC. Pumas Acatlán obtiene su quinto campeonato histórico, imponiéndose con un marcador de 45-38 para así coronarse de manera invicta (13-0).
Durante las temporadas 2014, 2015, 2016 y 2017 los resultados del equipo van en retroceso, quedando eliminado en semifinales o en cuartos de final y acumulando un récord perdedor en la temporada 2017 (3 ganados vs 3 perdidos dentro de la Conferencia Blanca; 3 ganados vs 4 perdidos, récord global).

#### Segunda era Padilla Ramos
Tras siete años al frente del equipo, y haber cosechado un campeonato de manera invicta en la Conferencia Nacional (2013) y dos subcampeonatos, Enrique Zapata del Valle es cesado como Head Coach de Pumas Acatlán al finalizar la temporada 2017. En su lugar es designado Miguel Ángel Padilla Ramos, quien anteriormente estuvo al frente del programa de Pumas Acatlán en los años 2006 (0 ganados y 9 perdidos) y 2007 (subcampeones de la Conferencia Nacional). Los malos resultados acompañan la segunda etapa del coach Padilla Ramos al frente de los Pumas Acatlán, terminando con un récord perdedor (2 ganados vs 4 perdidos, dentro de la Conferencia Blanca; 2 ganados vs 6 perdidos, récord global). Tras 9 años ininterrumpidos de hacerse presentes en playoffs, el equipo dirigido por Padilla Ramos queda eliminado al término de la temporada regular. 

#### Era Horacio García
La pretemporada inicia de manera complicada para Pumas Acatlán, quienes por decisión del Head Coach ven destituido al capitán electo por el equipo (un hecho inédito en la historia del football americano de la UNAM). Cuando todo parece indicar que Padilla Ramos recibirá una nueva oportunidad al frente de los felinos, el 22 de abril de 2019 se anuncia de manera sorpresiva el regreso como HC de uno de los jugadores emblemáticos del programa de football de la FES Acatlán: Horacio García Aponte, exjugador de los Osos Acatlán a principios de los años 90 (5 veces selección Pumas Dorados). García Aponte arriba a la FES Acatlán con un palmarés como HC en donde se cuentan dos campeonatos de la "Liga Premier" de instituciones de educación privada (CONADEIP), además de un tricampeonato mundial de football americano universitario .